# 순천 선암사 금동관음보살좌상
순천 선암사 금동관음보살좌상(順天 仙岩寺 金銅觀音菩薩坐像)은 대한민국 전라남도 순천시 승주읍 죽학리 선암사 성보박물관에 있는 불상이다. 2004년 9월 20일 전라남도의 유형문화재 제262호로 지정되었다.

## 개요
순천 선암사 금동관음보살좌상은 1988년 천불전 보수시 발견된 뒤 현재는 선암사 성보박물관에 진열되어 있다. 발견 당시 도금이 퇴색된 것을 새롭게 도금하였다.
머리에는 화려한 보관을 썼는데 그 형식은 삼산관(三山冠)형태이다. 중앙에는 화불(化佛)이 있어 관음보살임을 알 수 있다. 보관은 매우 장식적이고 화려한 장엄미를 보여주고 있는데, 이러한 장식성은 중국의 명말 청초에 나타나기 시작한다.
상호는 넓적하고 평평하여 라마교 불상의 분위기를 나타내고 있다. 눈썹과 눈은 양편 귀의 윗쪽으로 치켜세워져 있으며 콧날은 오뚝하고 입가에는 가벼운 미소를 머금고 있다. 목은 매우 가는 편인데 삼도가 보이며 그 양편에는 연주문이 장식된 둥근 귀걸이가 양 어깨위에 걸쳐있다. 천의는 양편 어깨에 걸쳐있는데 그 밑으로 U자형의 영락이 양쪽 젖무덤 위로 늘어져 있다. 상반신의 앞면은 완전히 피부를 드러낸 채로 표현되었고 등 뒤에는 두꺼운 천의자락이 상체를 덮고 있다.
수인은 아미타여래가 갖는 9품인 가운데 하품 하생인을 취하고 있다. 앉은 자세는 우측발이 밖으로 나오고 좌측발이 안으로 들어가는 길상좌를 취했다. 군의자락이 양 무릎을 덮고 있는데 그 옷 주름이 매우 역동적이다. 팔목과 팔꿈치에 두 줄의 팔찌를 끼고 있으며 역시 발목에도 발찌를 걸치고 있다. 양무릎 중앙 전면에 부채살 모양의 군의자락이 주목된다. 대좌는 앙복련(仰伏蓮)이 중대 없이 바로 연결된 연접형식이다. 대좌의 상하단에는 19엽의 단판 연화문이 장식되었고 상하단의 연화문 외곽으로는 아주 미세한 연주문이 장식되었다.
순천 선암사 금동관음보살좌상은 화려한 몸치장 그리고 영락, 대좌의 연접형식 등에서 고려후기에 나타난 라마교의 양식을 나타내고 있어 조성연대가 14∼15세기로 추정된다. 라마교는 중국의 서역인 티벳트는 물론 내몽고, 네팔 등지에서 성행했던 밀교적 색채를 띤 불교의 한 종파를 말한다. 이러한 고려후기에 발달했던 라마교적 요소가 국내의 석탑(마곡사5층석탑)뿐만 아니라 금동사리탑, 특히 금동불에서도 상당량이 전해지고 있다. 따라서 선암사금동관음보살상은 14∼15세기경 라마교의 영향을 엿볼 수 있는 자료라는 점에서 가치가 있다.

## 참고 문헌
- 순천선암사금동관음보살좌상 - 국가유산청 국가유산포털